# Edwin Sutherland
(Edwin Sutherland, riferendosi alle grandi società commerciali statunitensi e ai reati da esse compiuti nel corso della Seconda Guerra Mondiale. Da Il Crimine dei Colletti Bianchi, 1949)
Edwin Sutherland (Gibbon, 13 agosto 1883 – Bloomington, 11 ottobre 1950) è stato un criminologo statunitense, famoso per aver studiato e descritto in maniera dettagliata i crimini dei colletti bianchi, ovvero quella categoria di illeciti commessi dalle grandi imprese commerciali e dai soggetti appartenenti agli strati più alti della società.

## Biografia
Sutherland, di origini scozzesi, nacque e visse la prima parte della sua vita a Gibbon, nel Nebraska. Il padre, teologo, era preside del Grand Island College, un istituto scolastico battista; la madre, anch'essa profondamente devota, era un'esponente di spicco della comunità religiosa locale.
Laureatosi nel 1904 presso il Grand Island College, nei successivi due anni si specializzò al Sioux Falls College nel Dakota del Sud, per poi intraprendere un ciclo di studi di politica economica e sociologia presso l'Università di Chicago, dove ottenne il dottorato nel 1912. 
Una gran parte dei suoi studi fu influenzata dalla corrente sociologica di Chicago che enfatizzava il comportamento umano come determinato dai fattori sociali ed ambientali, piuttosto che dai fattori ereditari.
Tra il 1913 e il 1919 insegnò presso il William Jewell College di Liberty, nel Missouri, mentre nel 1919 ottenne un incarico di insegnamento all'Università dell'Illinois, dove rimase sino al 1926 e dove pubblicò il manuale Criminology. 
Dal 1926 al 1929 fu ricercatore presso l'Università del Minnesota, dove approfondì la comprensione dei problemi sociali e della criminologia; nel biennio 1929-1930 invece lavorò al Bureau of Social Hygiene di New York.
Nel 1930 accettò la carica di professore associato all'Università di Chicago, rimanendovi sino al 1935: ivi scrisse le monografie The Professional Thief e Twenty Thousand Homeless Men. 
Successivamente passò all'Università dell'Illinois, approdando infine all'Università dell'Indiana, dove trascorse gli ultimi quindici anni della sua carriera e dove fondò la Bloomington School of Criminology: in quegli stessi anni scrisse la sua opera più importante e famosa, Il crimine dei colletti bianchi.
Nel 1939 Sutherland fu eletto presidente della prestigiosa American Sociological Society e l'anno dopo della Sociological Research Association.
Morì l'11 ottobre 1950, colpito da un attacco apoplettico mentre si recava in ufficio.

## Opere
- Sutherland, Edwin H. (1924) Criminology, Chicago: University of Chicago Press.

revisionato e ripubblicato come Principles of Criminology (1934), J.B. Lippincott Company
terza ed. J.B. Lippincott 1939; quarta ed. J.B. Lippincott 1947
- Sutherland, Edwin H. (1936) With Locke, H.J. Twenty Thousand Homeless Men, Philadelphia: J.B. Lippincott
- Edwin H. (ed) Sutherland, Conwell, Chic (pseudonym), The Professional Thief: by a Professional Thief. Annotated and Interpreted by Edwin H. Sutherland, Chicago, University of Chicago Press, 1937, LCCN 37036112.
- Sutherland, Edwin H. (1942) Development of the Theory, in Karl Schuessler (ed.) Edwin H. Sutherland on Analyzing Crime, pp. 13–29. Chicago: University of Chicago Press.
- Sutherland, Edwin H. (1949) White Collar Crime, New York: Holt, Rinehart & Winston.
- Sutherland, Edwin H. (1950) The Diffusion of Sexual Psychopath Laws. “American Journal of Sociology”, Issue 56: pp. 142–8